# 야마노우치히가시촌
야마노우치히가시촌(山内東村)은 히로시마현 히바군에 있던 촌이다. 현재의 쇼바라시의 일부에 해당한다.